# Robinson Canó
Robinson José Canó Mercedes (pronuncia [kaˈno]; San Pedro de Macorís, 22 ottobre 1982) è un giocatore di baseball dominicano con cittadinanza statunitense, di ruolo seconda base per i New York Mets della Major League Baseball (MLB).
Il 13 novembre 2012, Canó ha ottenuto la cittadinanza statunitense.

## Carriera
Canó ha firmato come free agent amatoriale il 5 gennaio 2001 con i New York Yankees. Dopo avere trascorso quattro anni nelle minor league, il 3 maggio 2005 Canó ha debuttato nella MLB, al Tropicana Field di St. Petersburg contro i Tampa Bay Devil Rays. Con essi è stato convocato cinque volte per l'All-Star Game della MLB (2006, 2010–2013) e ha vinto cinque volte il Silver Slugger Award (2006, 2010–2012). Ha vinto due volte il Guanti d'oro (2010, 2012) ed è stato nominato due volte come giocatore del mese dell'American League (settembre 2006, aprile 2010). Nel 2011, Canó ha vinto l'Home Run Derby. Con gli Yankees ha vinto le World Series del 2009 battendo i Philadelphia Phillies per 4-2 e con la nazionale della Repubblica Dominicana ha vinto il World Baseball Classic 2013, torneo al termine del quale è stato premiato come miglior giocatore. Il 31 ottobre 2013, il suo contratto con gli Yankees è venuto a scadere, rendendolo un free agent. Il 6 dicembre 2013, Canó ha firmato un contratto di dieci anni del valore di 240 milioni di dollari con i Seattle Mariners. Nella prima stagione con il nuovo club è stato convocato come seconda base titolare per il suo quinto All-Star Game consecutivo, il sesto complessivo.
Il 7 luglio 2017, Canó è stato convocato per il suo ottavo All-Star Game al posto dell'infortunato Starlin Castro, venendo poi premiato come MVP della manifestazione.
Il 3 dicembre 2018, i Mariners scambiarono Canó, Edwin Díaz, più 20 milioni di dollari con i New York Mets in cambio di Jay Bruce, Jarred Kelenic, Anthony Swarzak, Gerson Bautista, e Justin Dunn.
il 18 novembre 2020 venne sospeso senza paga per 162 partite, equivalenti a un'intera stagione regolare, dopo essere risultato positivo a un test anti-doping. Di conseguenza non apparve in nessuna partita durante la stagione 2021.

## Palmarès

### Nazionale
- World Baseball Classic:  Medaglia d'Oro

Team Rep. Dominicana: 2013
- Miglior giocatore del World Baseball Classic: 1

2013
- Giochi olimpici:  Medaglia di Bronzo

Team Rep. Dominicana: 2020

### Club
- World Series: 1

New York Yankees: 2009

### Individuale
- MLB All-Star: 8

2006, 2010, 2011, 2012, 2013, 2014, 2016, 2017
- MVP dell'All-Star Game: 1

2017
- Vincitore dell'Home Run Derby: 1

2011
- Silver Slugger Award: 5

2006, 2010, 2011, 2012, 2013
- Guanti d'oro: 2

2010, 2012